# テスラ・ロードスター
ロードスター（Roadster ）は、アメリカのテスラが製造・販売していたスポーツカータイプの電気自動車である。

## 概要
2006年7月19日、カリフォルニアのサンタモニカ空港にて、招待客350人の前でプロトタイプが初披露された。そして同年のサンフランシスコモーターショーに出展されたほか、ロサンゼルスやデトロイトのモーターショーに何度か出展された。
その後、2004年から2007年までの間にいくつかプロトタイプが開発された。初期のプロトタイプはロータス・エリーゼにEVシステムを組み込んだものが製作され、2006年から2007年初頭までは「Engineering Prototypes（EP）」と称されたプロトタイプが全部で10台（EP1～EP10）製作された。そしてほとんど市販形に近い「Validation Prototypes（VP）」が全部で26台（VP1〜VP26）作られ、耐久試験や衝突試験が行われた（なお、このVPシリーズは2007年3月に市販された）。
元々は2007年10月にデリバリーが予定されていたが同年9月に延期が発表され、最初のデリバリーは2008年3月17日となった（その前の2月1日には、「P1」と称される市販第1号車がテスラモーターズ社長のイーロン・マスクの手に渡った）。
発売前からロードスターの注目度は高く、98,000ドル（約1000万円）の高値にもかかわらず、650台の受注生産枠を超える注文が殺到したが、開発の難航と後述のトランスミッションの問題、そして発売延期などの災難に見舞われた。にもかかわらず、ロードスターは発売から順調な売り上げを記録し、2009年夏からはヨーロッパへのデリバリーが開始された。
多くのアメリカの著名人もロードスターを購入しており、ハリウッド俳優レオナルド・ディカプリオがトヨタ・プリウスから乗り換えたことで話題を呼んだほか、ジョージ・クルーニー、ブラッド・ピット、アーノルド・シュワルツェネッガーなども購入した。
2010年からは右ハンドル仕様の生産も開始された。トヨタ自動車の豊田章男社長は、同年11月12日、イーロン・マスクCEOから右ハンドル日本仕様のテスラ・ロードスターを直接プレゼントされた。

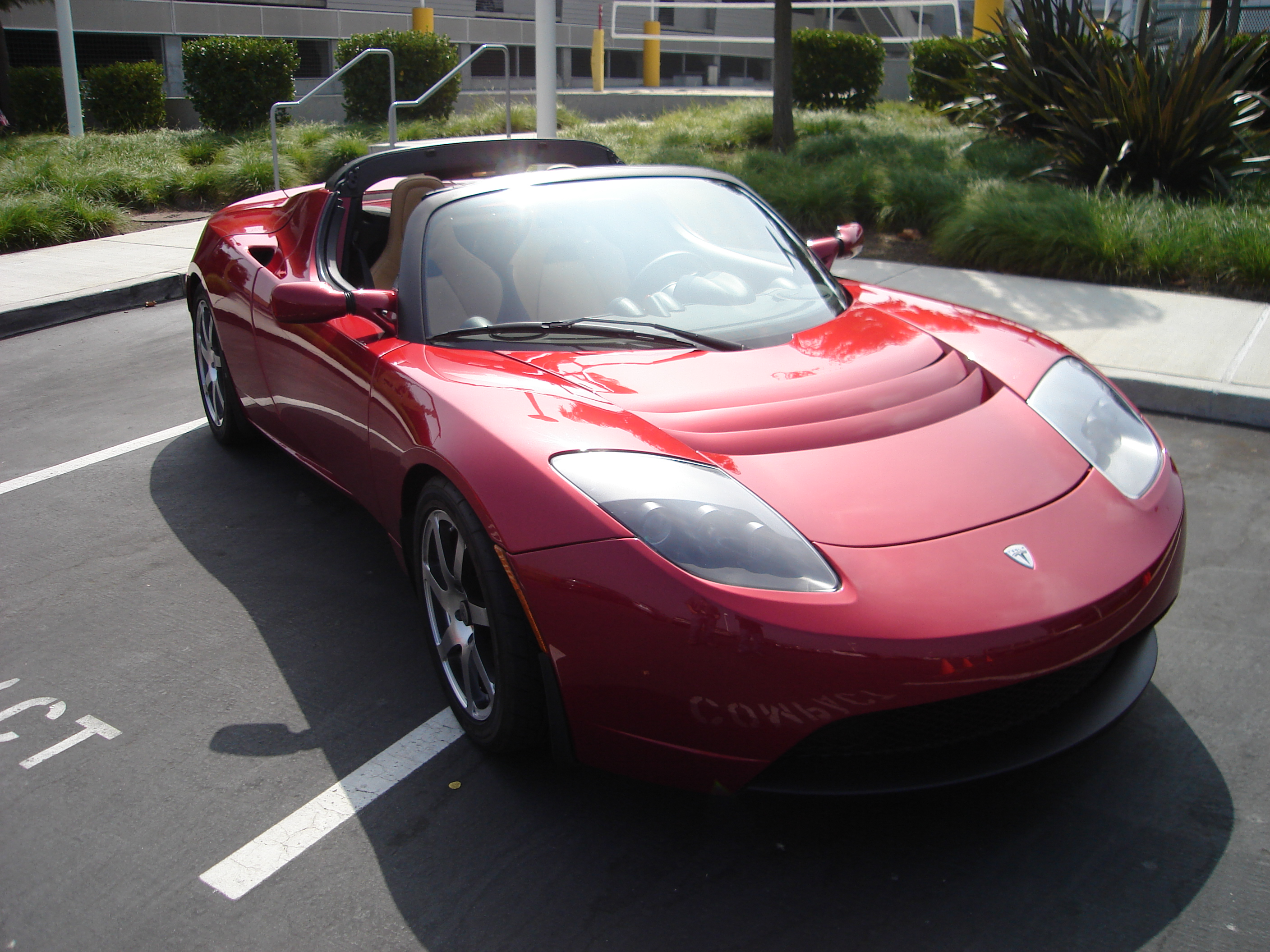
フロント
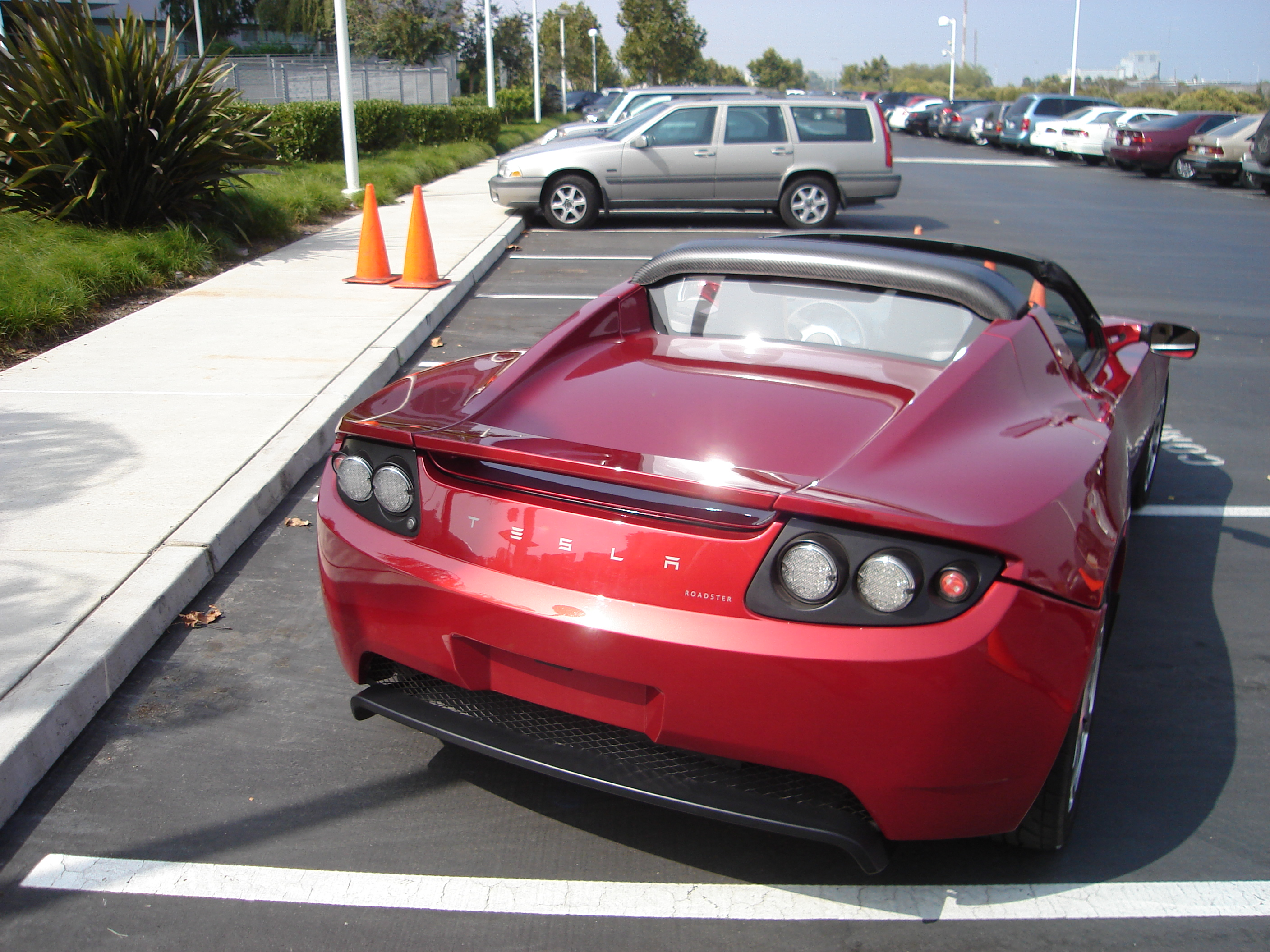
リア
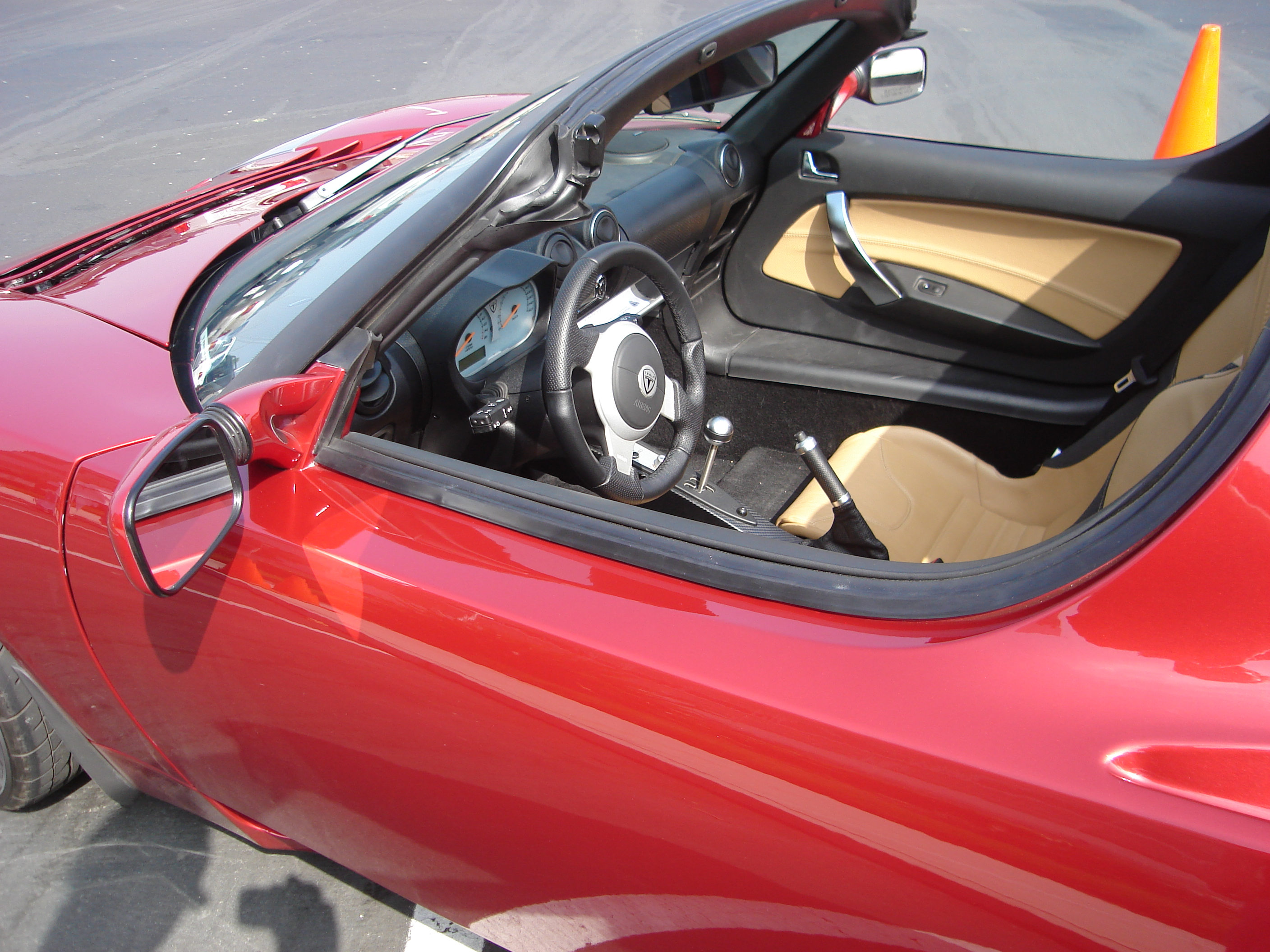
インテリア
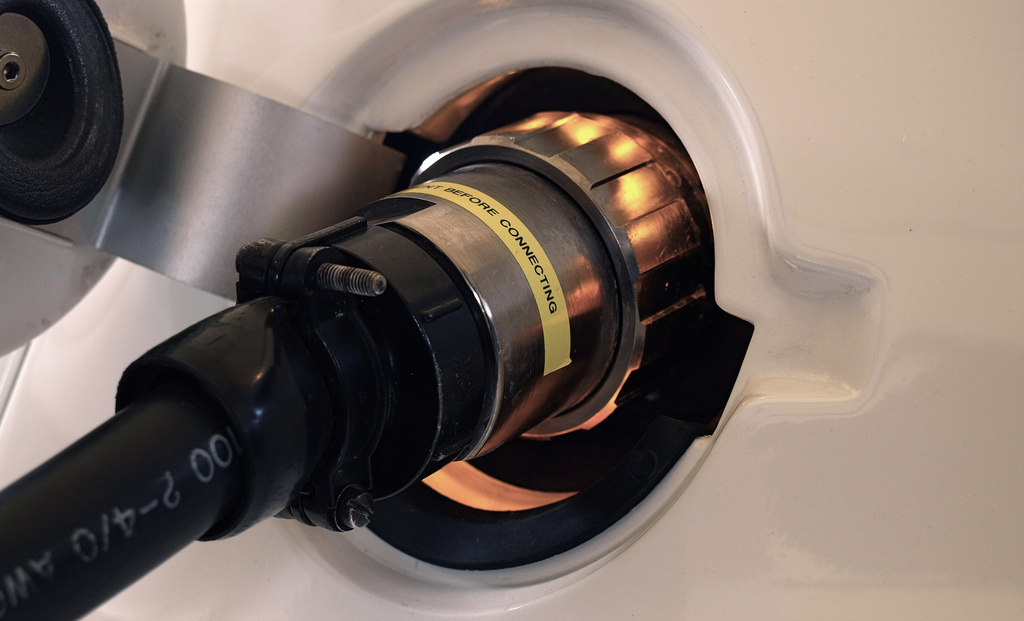
充電プラグ

## メカニズム
ロードスターは2シーターオープンカーのスタイルをした電気自動車で、ボディは軽量化を図るために炭素繊維強化プラスチック（CFRP）を使用した。シャシー開発には英ロータスからの援助を受けており、部品の一部はロータス・エリーゼから流用されている。組み立てもイギリス・ヘセルにあるロータスの工場で行われており、そこに世界各地にあるテスラの工場から送られたパーツを集め、車体を組み立てている。
動力は、当初は米AC Propulsionからライセンスを受けて同社製のEVシステムを改良して使っていたが、その後独自のパワーエレクトロニクス、モーター、ドライブトレインなどを組み込むなどの大幅な改良を施した結果、今ではAC Propulsionのライセンスを受けていない全くオリジナルのシステムを採用している。これは、製品化の段階でAC Propulsionの駆動系が上手く動作しなかったことが判明し、同社の特許技術を用いて独自の駆動系の設計、製作を行う必要があったためである。イーロンはこの件に関して当時、投資家や株主たちから厳しく非難されたことをインタビューで明かした。
動力は三相交流四極誘導モーターをMRレイアウトで搭載し、リチウムイオンバッテリーを電源としている。最高出力215kW（288hp、292PS）、最大トルク370 N・mとなっており、1回の充電で236マイル（378km）まで走行可能。最高出力はそれほど大きくないが、モーターによって低回転域から高トルクを発生させられるため、最高速度201km/h（安全のため制限されている）、0-60マイル（0-96km/h）加速が3.9秒と、30万ドルのスーパーカーにも劣らない驚異的な加速性能を備えていると、メーカーは発表している。また、2009年のデトロイトオートショーで発表され同年6月に販売が始まったスポーツモデル「Roadster Sport」は、より高密度な手巻きコイルを使ったモーターを搭載しており、最高出力は215kW（288hp、292PS）、最大トルクは400N・mとなる。0-60マイル（0-96km/h）加速が3.7秒までに性能が高められている。モータの最高回転数は14,000rpmである。モータのトルクは単速のトランスミッションで伝達され、そのギア比はファイナルドライブを含めたオーバーオールで8.28:1となり、最高速よりも加速を重視したギア比である。
当初マグナ・インターナショナル製の2速ATを採用していたが、発売直前、数千マイル走行すると1速ギアが破損する恐れがあるという問題があることが発覚した。そのためテスラモーターズはトランスミッションをボルグワーナー製の単速ギアに変更した。またマグナ製のトランスミッションを搭載した初期のロードスターは1速ギアをロックした状態でデリバリーし、のちに新たなトランスミッションの準備ができたら、それと交換するという対策を採った。2速トランスミッションから高効率な単速トランスミッションへの変更に加えモーター・インバーターの小改良を行ない、初期モデルに対して約10%の航続距離向上が実現されている。
バッテリーはノートパソコンなどのモバイル機器向けに規格化された18650規格のリチウムイオン電池を6,831個搭載している。総容量は約53kWhと大きなもので、三菱i-MiEVなどと比較すると3倍以上もの容量である。電池重量は約450kgにも達し、車体後部に集中して搭載されるため車体の重心位置はかなり後ろ寄りである。重量増によるエネルギー消費増加を抑えるために、車体側をアルミやカーボンで軽量化することで軽量な車重を実現した。日本の電気自動車が使用するような工業用や電気自動車用に適正化された大型の電池に比べて、ノートパソコン向けの規格品バッテリーは価格が安い。18650規格電池を自動車に適用するために、極寒地での性能低下を抑えるバッテリーウォーマーと高温時に電池を均等に冷却するクーラーが装備されている。それにより、信頼性、寿命、航続距離への影響を小さくしている。寿命は米国仕様で7年または10万マイル（16万km）で初期状態の70%の性能を予測しているという。
充電方法は3種類用意される。急速充電器であるハイパワーウォールコネクタを使用した場合で4〜6時間で0-100%充電が可能（ブレーカーの容量により時間が変動）。通常使用する充電器としてユニバーサルモバイルコネクターが用意されており、各国の120〜240Vの電圧に適合し、変換コネクタにより10種類のコネクタに接続可能。コネクタにより変動するが最速6時間で充電可能。日本で使用可能なコネクタの場合、200V・20Aで14.5時間、100V・20A（エアコン向けのコンセント）で37時間、100V・15A（一般的な100Vコンセント）で48時間となる。さらに軽量・シンプルな充電器であるスペアモバイルコネクターが用意され、100V・15Aの場合で30時間の充電時間である。日本で使用する場合は14.5時間の0〜100%回復時間が目安となる。テスラ用の急速充電器を用意している宿泊施設もある。なお、日本で設置が始まったCHAdeMO方式急速充電器とは互換性がないが、専用のアダプターを使用すれば充電可能。

## 日本への導入

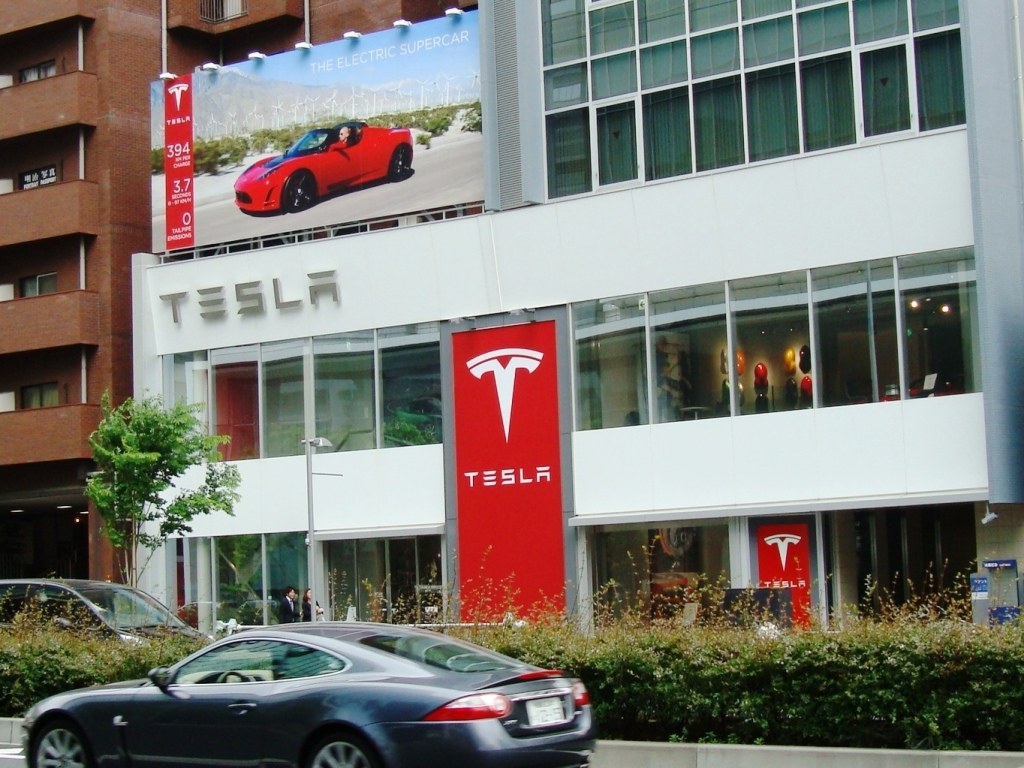
テスラ東京青山ショールーム

2009年（平成21年）12月、中古車販売会社のガリバーインターナショナルがロードスターの中古車を米国から試験輸入し、2010年2月にネットオークションで販売した。約880万円で落札されている。
翌年4月21日にテスラがロードスターの日本での発売開始を発表し、ロサンゼルス郊外の港で日本向け12台を報道関係者に公開した。日本仕様は日本の安全基準に適合させ、一部意匠を変更するなどの改良が加えられている。初出荷分は売約済みで価格は1,810万円。

## 宇宙飛行

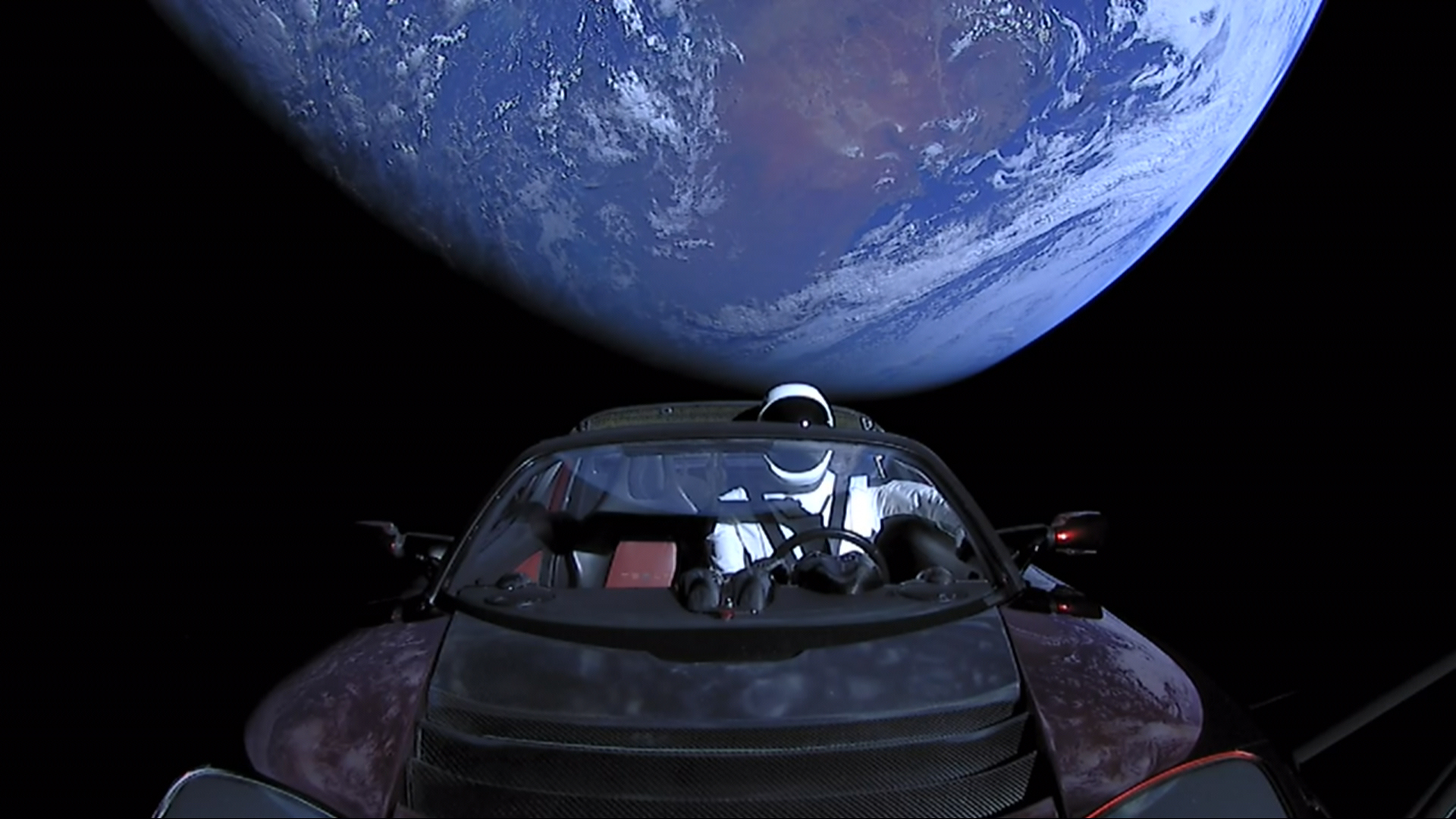
宇宙空間を旅するロードスター。ボディのボンネット部分やフロントガラスに背後の地球が写り込んでいる

テスラのCEOのイーロン・マスクは、宇宙ベンチャーのスペースXのCEOでもあることから、スペースXは同社が開発した超大型ロケットファルコンヘビーの初打ち上げにおいて、試験用のダミーのペイロード（積荷）として、氏の愛車であった赤いロードスターを搭載した。ロードスターの運転席には、同じくスペースXが開発する宇宙服が搭乗した。この宇宙服は「Starman」と名付けられており、ダッシュボードにはSF作品『銀河ヒッチハイク・ガイド』に因んだ「DON'T PANIC」の文字が書きこまれた。2018年2月6日に行われた打ち上げは成功し、ロードスターは宇宙を旅した世界初の市販自動車となった。ロードスターは火星軌道を大きく超える楕円軌道を取っており、以後は太陽を巡る人工惑星となる。その後、トルコのアマチュア天文家が新しい地球近傍天体と誤認してアメリカのハーバード・スミソニアン天体物理学センターの小惑星センター(MPC)に報告し、2025年1月2日に新天体として『2018 CN41』という名称まで付与したが発表後に車であることが判明したため、登録は取り消された。